# Namíbia a 2004. évi nyári olimpiai játékokon
Namíbia a görögországi Athénban megrendezett 2004. évi nyári olimpiai játékok egyik részt vevő nemzete volt. Az országot az olimpián 5 sportágban 8 sportoló képviselte, akik érmet nem szereztek.

## Atlétika
Férfi
| Versenyző          | Versenyszám | Előfutam | Előfutam | Előfutam | Negyeddöntő | Negyeddöntő | Negyeddöntő | Elődöntő | Elődöntő | Elődöntő | Döntő   | Döntő    |
| Versenyző          | Versenyszám | Idő      | Hely.    | Össz.    | Idő         | Hely.       | Össz.       | Idő      | Hely.    | Össz.    | Idő     | Helyezés |
| ------------------ | ----------- | -------- | -------- | -------- | ----------- | ----------- | ----------- | -------- | -------- | -------- | ------- | -------- |
| Christie van Wyk   | 100 m       | 10,49    | 5.       | 48.      | kiesett     | kiesett     | kiesett     | kiesett  | kiesett  | kiesett  | kiesett | kiesett  |
| Frankie Fredericks | 100 m       | 10,12    | 1.       | 7.       | 10,17       | 4.          | 15.         | kiesett  | kiesett  | kiesett  | kiesett | kiesett  |
| Frankie Fredericks | 200 m       | 20,54    | 1.       | 8.       | 20,20       | 2.          | 3.          | 20,43    | 3.       | 6.       | 20,14   | 4.       |

Női
| Versenyző     | Versenyszám | Előfutam | Előfutam | Előfutam | Elődöntő | Elődöntő | Elődöntő | Döntő   | Döntő    |
| Versenyző     | Versenyszám | Idő      | Hely.    | Össz.    | Idő      | Hely.    | Össz.    | Idő     | Helyezés |
| ------------- | ----------- | -------- | -------- | -------- | -------- | -------- | -------- | ------- | -------- |
| Agnes Samaria | 800 m       | 2:00,05  | 2.       | 2.       | 1:59,37  | 5.       | 8.       | kiesett | kiesett  |

## Birkózás

### Férfi
Szabadfogású
| Versenyző   | Versenyszám | Csoportkör                                                            | Csoportkör | Negyeddöntő       | Elődöntő          | Bronz- mérkőzés   | Döntő             | Helyezés |
| Versenyző   | Versenyszám | Ellenfél Eredmény                                                     | Hely.      | Ellenfél Eredmény | Ellenfél Eredmény | Ellenfél Eredmény | Ellenfél Eredmény | Helyezés |
| ----------- | ----------- | --------------------------------------------------------------------- | ---------- | ----------------- | ----------------- | ----------------- | ----------------- | -------- |
| Nico Jacobs | 96 kg       | C csoport · Rüstəm Ağayev (AZE) · TUS · Iszlam Bajramukov (KAZ) · 1-7 | 3.         | kiesett           | kiesett           | kiesett           | kiesett           | 18.      |

## Kerékpározás

### Hegyi-kerékpározás
| Versenyző      | Versenyszám        | Idő              | Helyezés |
| -------------- | ------------------ | ---------------- | -------- |
| Mannie Heymans | Férfi terepverseny | 2:28:28 (+13:26) | 29.      |

## Ökölvívás
| Versenyző      | Versenyszám | Selejtező         | Nyolcaddöntő                  | Negyeddöntő                   | Elődöntő          | Döntő             | Helyezés |
| Versenyző      | Versenyszám | Ellenfél Eredmény | Ellenfél Eredmény             | Ellenfél Eredmény             | Ellenfél Eredmény | Ellenfél Eredmény | Helyezés |
| -------------- | ----------- | ----------------- | ----------------------------- | ----------------------------- | ----------------- | ----------------- | -------- |
| Joseph Jermia  | Papírsúly   |                   | Peter Wakefield (AUS) · 29-20 | Szergej Kazakov (RUS) · 11-18 | kiesett           | kiesett           | 5.       |
| Paulus Ambunda | Légsúly     |                   | Jonny Mendoza (VEN) · 39-19   | Rustam Rachimow (GER) · 15-28 | kiesett           | kiesett           | 5.       |

## Sportlövészet
Férfi
| Versenyző      | Versenyszám    | Selejtező | Selejtező | Döntő   | Döntő    |
| Versenyző      | Versenyszám    | Pont      | Helyezés  | Pont    | Helyezés |
| -------------- | -------------- | --------- | --------- | ------- | -------- |
| Friedhelm Sack | Légpisztoly    | 572       | 33.**     | kiesett | kiesett  |
| Friedhelm Sack | Szabadpisztoly | 529       | 41.*      | kiesett | kiesett  |

* - egy másik versenyzővel azonos eredményt ért el

** - két másik versenyzővel azonos eredményt ért el